# Trboje
Trboje so naselje v Občini Šenčur. Ležijo na cesti Kranj–Smlednik ob levem bregu reke Save, ki je tu zajezena v Trbojsko jezero.